# Square de la Madone
Pour les articles homonymes, voir Madone.
Le square de la Madone est un square du 18e arrondissement de Paris, dans le quartier de la Chapelle.

## Situation et accès
Il est encadré par la rue des Roses, la rue de la Madone côtés pair et impairs, et la rue Marc-Séguin, et forme un ensemble d'espaces verts locaux avec le square Marc-Séguin et le square de l'Évangile.
Il est desservi par la ligne 12 à la station Marx Dormoy.

## Origine du nom
Il doit son nom à la proximité de la rue de la Madone.

## Historique
La création du square de la Madone fut proposée au conseil municipal de Paris le 30 décembre 1924 par MM. Joly et Louis Sellier, proposition motivée notamment par l'emprise nouvelle des chemins de fer du nord sur les anciennes fortifications et formulée comme suit : « Le fait que le chemin de fer va occuper entre la rue des Poissonniers et le canal Saint-Denis toute la zone et une très grande partie de la fortification privera à tout jamais les quartiers avoisinants d'air et d'espaces libres. »
À la suite de cette proposition, l'administration fut invitée à étudier « l'élargissement de la rue de la Madone et la création d'un plateau planté le long de cette voie, suivant un tracé qui permette de former une communication aussi directe que possible entre la place de Torcy et le rond-point de La Chapelle par la rue Jean-Cottin ».
Il est ouvert en 1937 sous le nom de « square Hébert », avant de prendre sa dénomination actuelle.

### Puits artésien et fontaine publique
On y trouve un puits artésien qui atteint la nappe de l'Albien du bassin de Paris. Il est le successeur d'un premier puits, foré dans le square Paul-Robin de 1841 à 1864 et terminé en 1867. À la suite de l'obstruction du premier puits, il a été à nouveau creusé vers 2000, dans ce parc.
On peut ainsi lire sur la fontaine actuelle, depuis février 2001 :

« Le 19 Juin 1863, le Préfet Haussmann autorisa les travaux de forage du puits artésien de la place Hébert, dans le but d'alimenter le quartier de la Chapelle. Après onze années de travaux, un éboulement se produisit qui nécessita un curage du puits. En 1883, l'eau fut atteinte à 719 mètres de profondeur. Elle permit d'alimenter la piscine municipale bâtie en 1895. Ce puits, par sa profondeur et ses dimensions, était remarquable pour son époque. Le forage d'origine étant devenu inexploitable, un nouveau forage a été réalisé en 2000.

Puisée à 740 mètres de profondeur, l'eau des sables de l'Albien est à l'abri des pollution modernes. Cette ressource vous est offerte par cette fontaine. »